# マッシュポテト

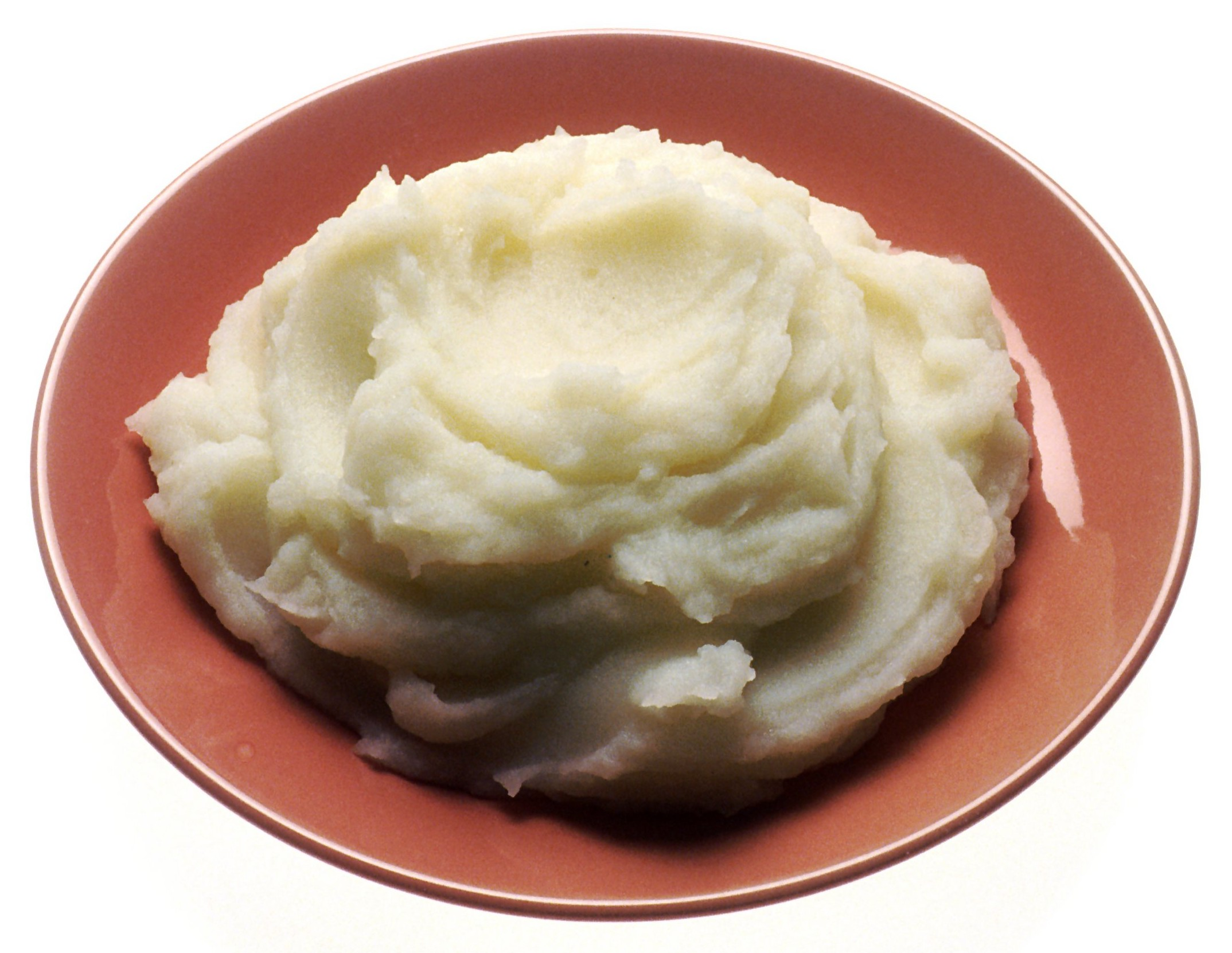
マッシュポテト

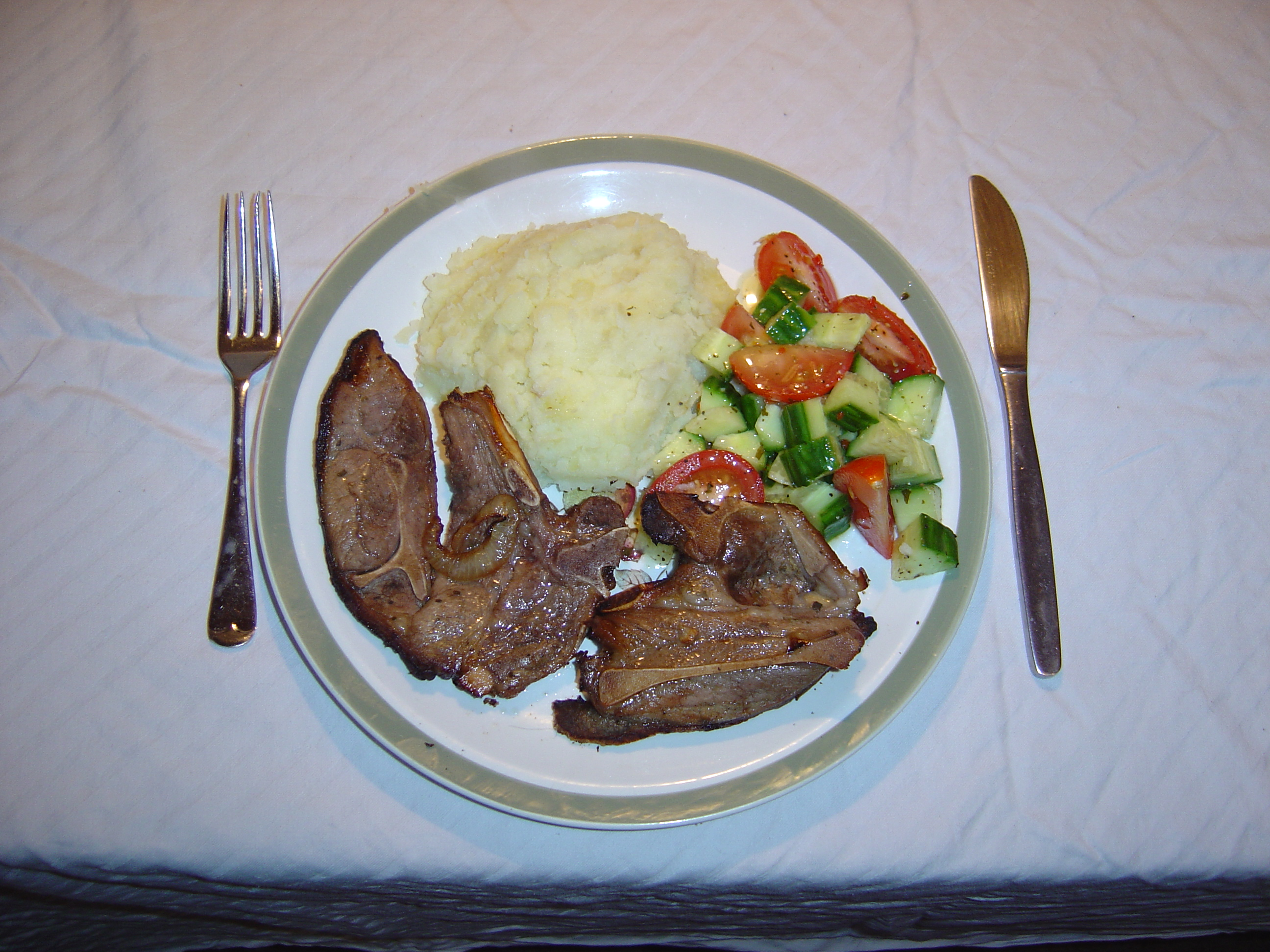
骨付き羊肉とマッシュポテトとサラダ

マッシュポテト（英語: mashed potato, アメリカ英語: mashed potatoes, ドイツ語: Kartoffelpüree）は、ジャガイモ料理の一種である。マッシュドポテトとも。

## 概要
茹でたジャガイモを、熱いうちにポテトマッシャーと呼ばれる調理器具で押し潰して裏漉しし、牛乳やバター、調味料を加えて滑らかに仕上げる。クリーム、植物油、チーズ、ニンニク、ベーコンや細切れコンビーフなどを加える調理法も一般的である。肉料理や魚料理に添えられ、グレイビーソースなどをかけて食べる。ポテトサラダやポテトコロッケ、シェパーズパイなどは、このマッシュポテトが基本となっている。
乾燥させた粉状やフレーク状のインスタントマッシュポテトも市販されており、水か牛乳を加えて戻すだけで食べられる。
アメリカでは、マッシュポテトで一杯になった穴の中で闘う「マッシュポテト・レスリング」なる競技がある。

## ダンスとしてのマッシュポテト
ツイストの一種で、ジャガイモをポテトマッシャーで潰す動作に似たステップのダンスも、この料理の名で呼ばれている。1959年にジェームス・ブラウンが「ロジャー」の名で作曲した『マッシュド・ポテト』より広まり、1960年代前半よりアメリカをはじめ各国で流行した。以下は、それを内容に取り入れた楽曲の例である。

### 歌詞に歌われる例
- ヴァケイション（コニー・フランシス歌唱 / 弘田三枝子ほかカバー）
- ダンス天国（ウィルソン・ピケット歌唱 / ザ・タイガースほかカバー）
- ヘイ・ママ・ロックンロール（キャロル）
- いなせなロコモーション（サザンオールスターズ）

### タイトルに記される例
- マッシュポテト・タイム（ディー・ディー・シャープ（英語版）歌唱 / 園まりほかカバー）
- あの娘とマッシュポテト（チェッカーズ）
- マッシュポテト・ブギー（MO'SOME TONEBENDER）
- Mashed potato（IMALU）